# Gomunice

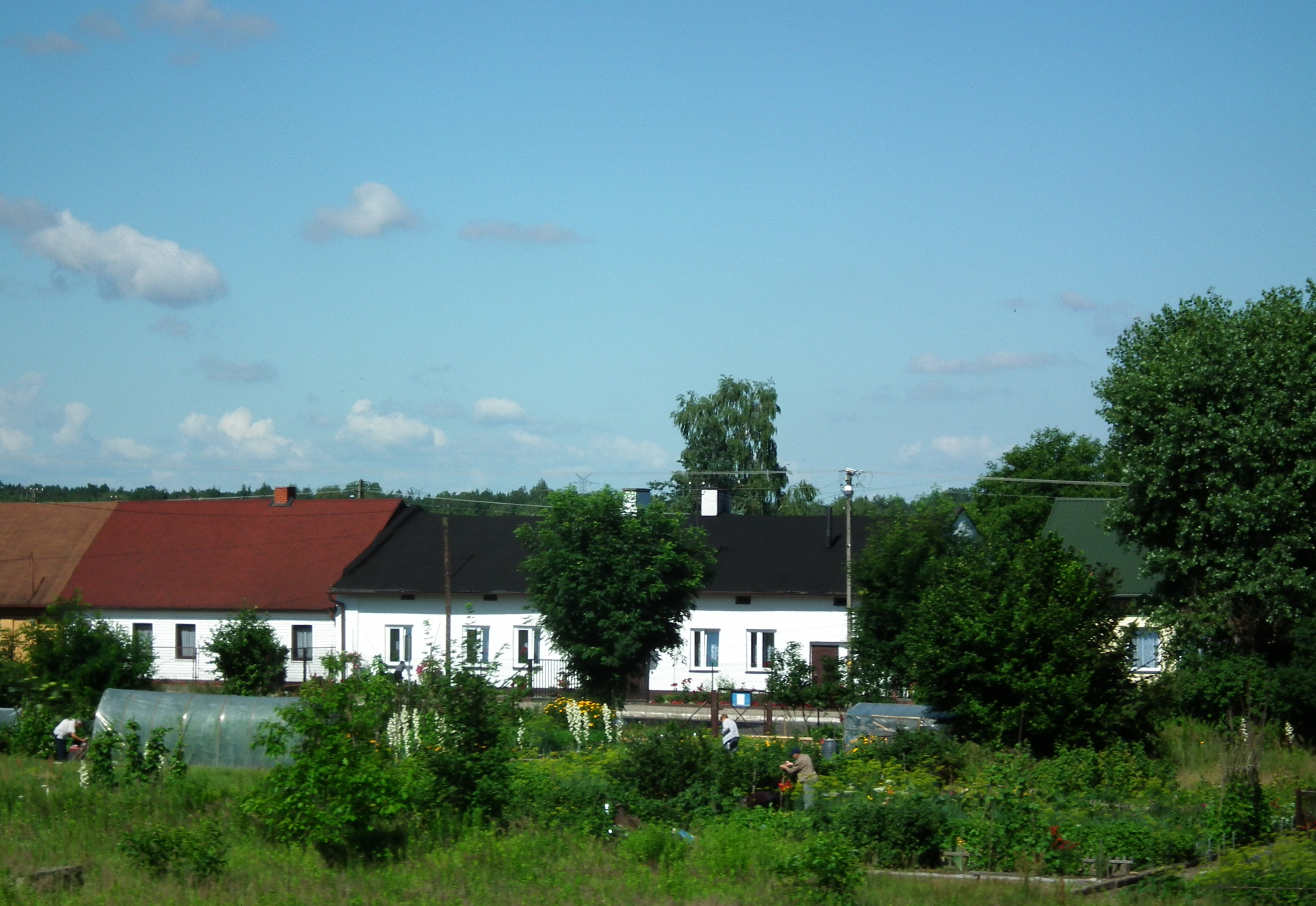
Fragment zabudowy w rejonie stacji kolejowej Gomunice

Gomunice – wieś w Polsce, położona w województwie łódzkim, w powiecie radomszczańskim, w gminie Gomunice.
| SIMC    | Nazwa      | Rodzaj     |
| ------- | ---------- | ---------- |
| 0539549 | Wielki Bór | przysiółek |

W latach 1975–1998 miejscowość administracyjnie należała do województwa piotrkowskiego.
Miejscowość jest siedzibą gminy Gomunice.